# Cité de l'Huître
La Cité de l'Huître est un centre d'interprétation de l'ostréiculture situé dans la ville de  Marennes en Charente-Maritime.
C'est l'un des pôles touristiques et culturels les plus visités de la Charente-Maritime étant répertorié parmi les 17 sites incontournables du département.

## Historique

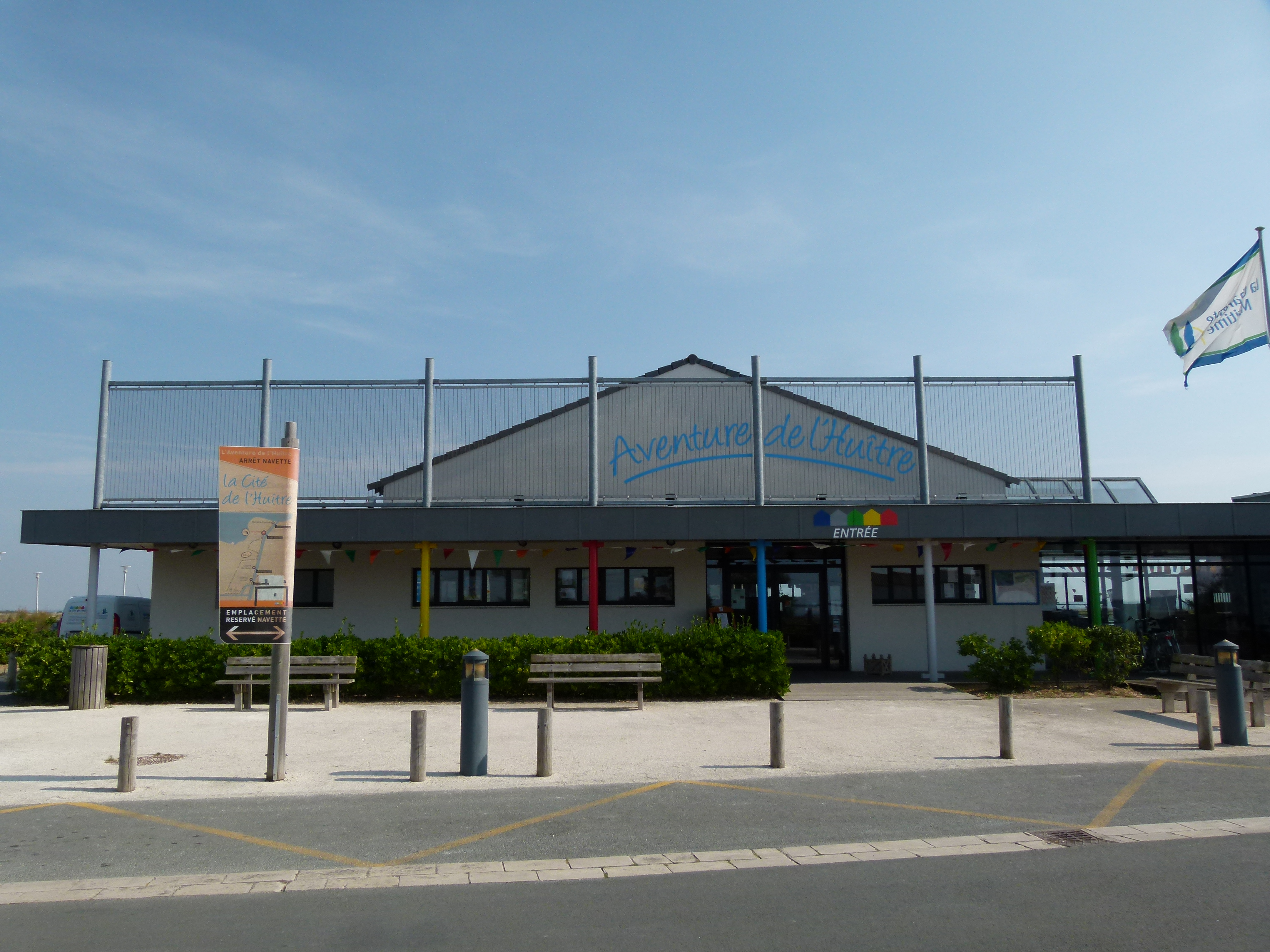
La Cité de l'Huître à Marennes a été inaugurée en octobre 2006.

Située le long du Chenal de la Cayenne, canal qui déverse ses eaux dans la rive droite de la Seudre, la Cité de l'Huître est toute proche du centre de la ville historique de Marennes qui siège au centre du bassin ostréicole de Marennes-Oléron, le plus grand et le plus étendu de l'Europe.
Cet espace muséographique est à l'initiative du  Conseil général de la Charente-Maritime qui en a été le maître d'œuvre.
Il a été inauguré officiellement le 9 octobre 2006 et a, depuis sa création, fortement contribué au renom de la ville.
Le projet architectural a été conçu par l'architecte Brice Kohler de l'agence Triade à Niort en collaboration avec le scénographe Alan Smith de Gipson, international en Nouvelle-Zélande.

## L'espace muséographique

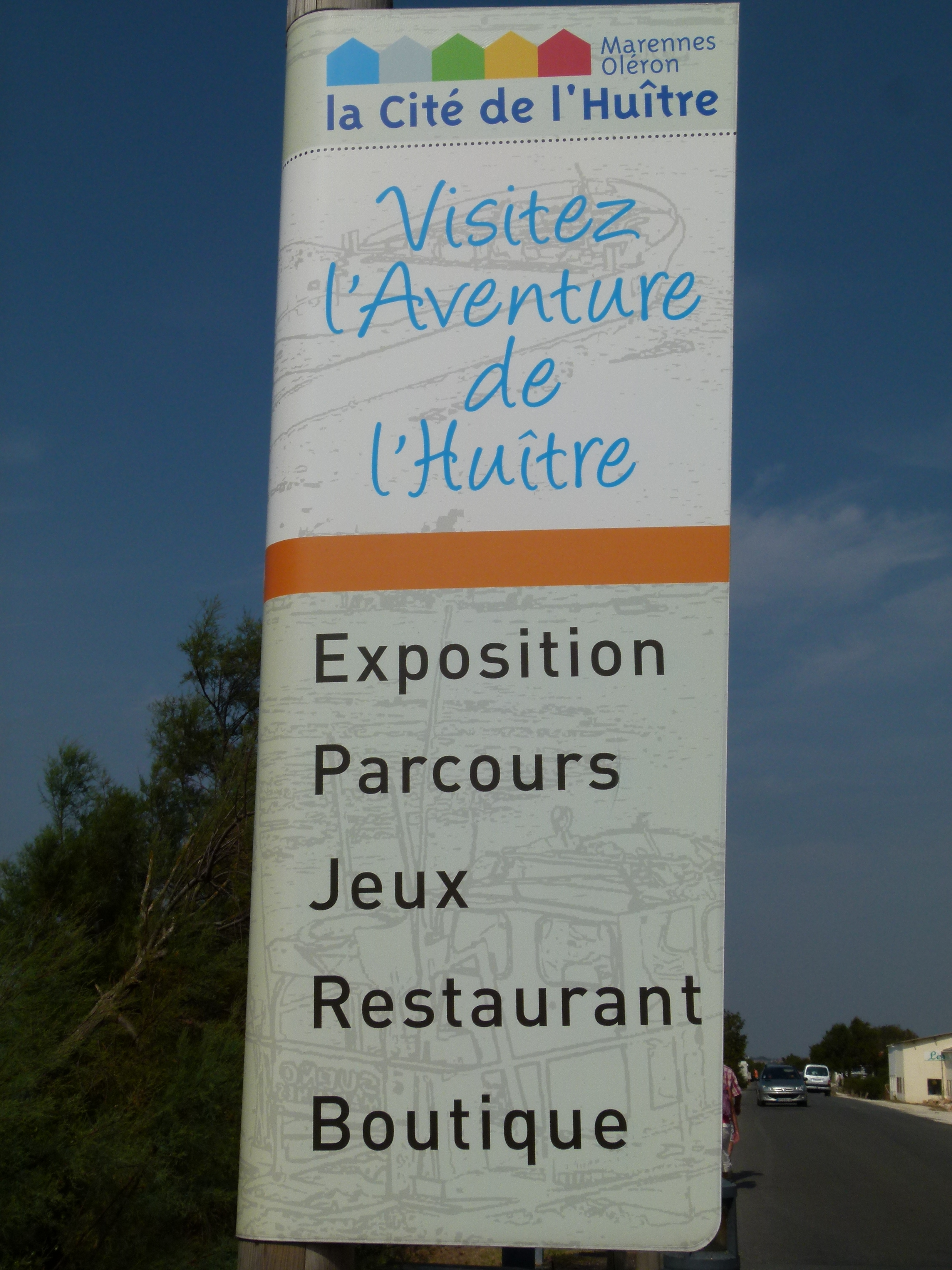
La Cité de l'Huître à Marennes.

La Cité de l'Huître s'étend sur un domaine de 10 hectares : 8 hectares sont occupés par la Ferme ostréicole pédagogique et 2 000 m2  par le Centre d'interprétation. Le musée est composé de 5 salles dédiées à l'environnement de l'huître et du marais et l'ostréiculture. Cet espace muséographique est parcouru par le Chemin des claires, un sentier de découverte.

### Le centre d'interprétation

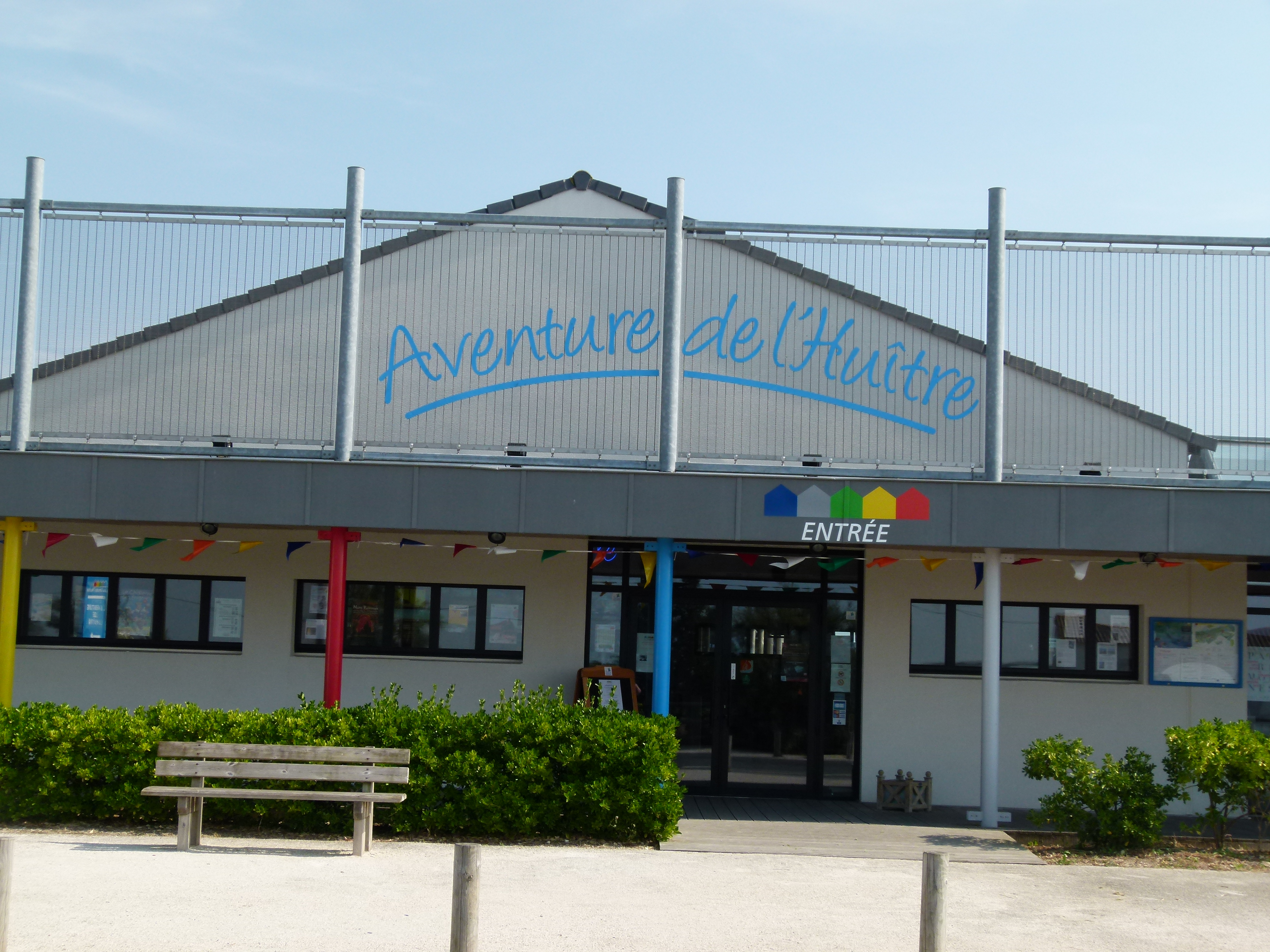
La Cité de l'Huître à Marennes est un complexe muséal moderne.

C'est par excellence le centre névralgique touristico-culturel de la Cité de l'Huître. Il est composé d'un centre d'accueil et de cinq cabanes thématiques représentant une surface totale de 2 000 m2.
Cinq maisonnettes sur pilotis et aux couleurs différentes qui ne sont pas sans évoquer les cabanes ostréicoles du bassin de Marennes-Oléron constituent le pôle muséographique moderne de la Cité de l'huître.
- La cabane bleue décrit l'écosystème de la région et le milieu naturel des huîtres. Dans cette cabane, la scénographie des paysages ostréicoles est des plus saisissantes et une des plus belles réalisations du musée.
- La cabane rouge sert à découvrir le marais, sa flore, et ses cultures.
- La cabane verte retrace l'histoire de l'ostréiculture en évoquant le passage de la tradition séculaire au futur de cette profession par le vécu d'une famille d'ostréiculteurs témoins.
- La cabane jaune est consacrée à la cuisine de l'huître. Dans un décor de bar à huîtres virtuel, le chef cuisinier y présente le secret des crus de Marennes, la gastronomie et autres préparations culinaires.
- La cabane des rêves présente depuis 2011 un nouveau spectacle, baptisé « Entre terre et mer », mêlant images terrestres et aériennes pour une immersion totale au cœur du bassin et du métier d'ostréiculteur.

### La ferme ostréicole pédagogique
Fonctionnant également selon le principe même d'un écomusée vivant, la Cité de l'Huître dispose d'une ferme ostréicole où un couple d'ostréiculteurs travaille à l'affinage, l'expédition et la vente des huîtres. Cette ferme pédagogique permet ainsi de montrer aux groupes scolaires les différentes facettes du métier de l'ostréiculture par une visite guidée des installations.
La ferme ostréicole qui s'étend sur une surface totale de 8 hectares est équipée d'une salle polyvalente mise à la disposition de la section régionale conchylicole pour des usages plus spécifiques.

### Le Chemin des claires
Le Chemin des claires est un sentier pédestre et cyclable. Il longe aussi bien les différents bâtiments ou cabanes ostréicoles que le chenal de la Cayenne et les claires à huîtres. La location de vélos est en supplément et permet une découverte du milieu environnant.

## Accès et autres équipements
La Cité de l'Huître est ouverte d'avril à novembre mais les thématiques et les expositions temporaires sont particulièrement variées tout au long d'une année.
Aux abords de la Cité de l'Huître, proche du port de plaisance de Marennes, deux parkings, l'un de 120 places et l'autre de 20 places Des navettes gratuites assurent la liaison entre la gare d'accueil et la Cité de l'Huître pendant l'été.
La Cité de l'Huître est équipée d'un restaurant La Claire, d'une boutique souvenir, de jeux pour les enfants, d'ateliers et d'animations tout au long de l'année.